# Route royale
Pour les articles homonymes, voir Route royale (homonymie).

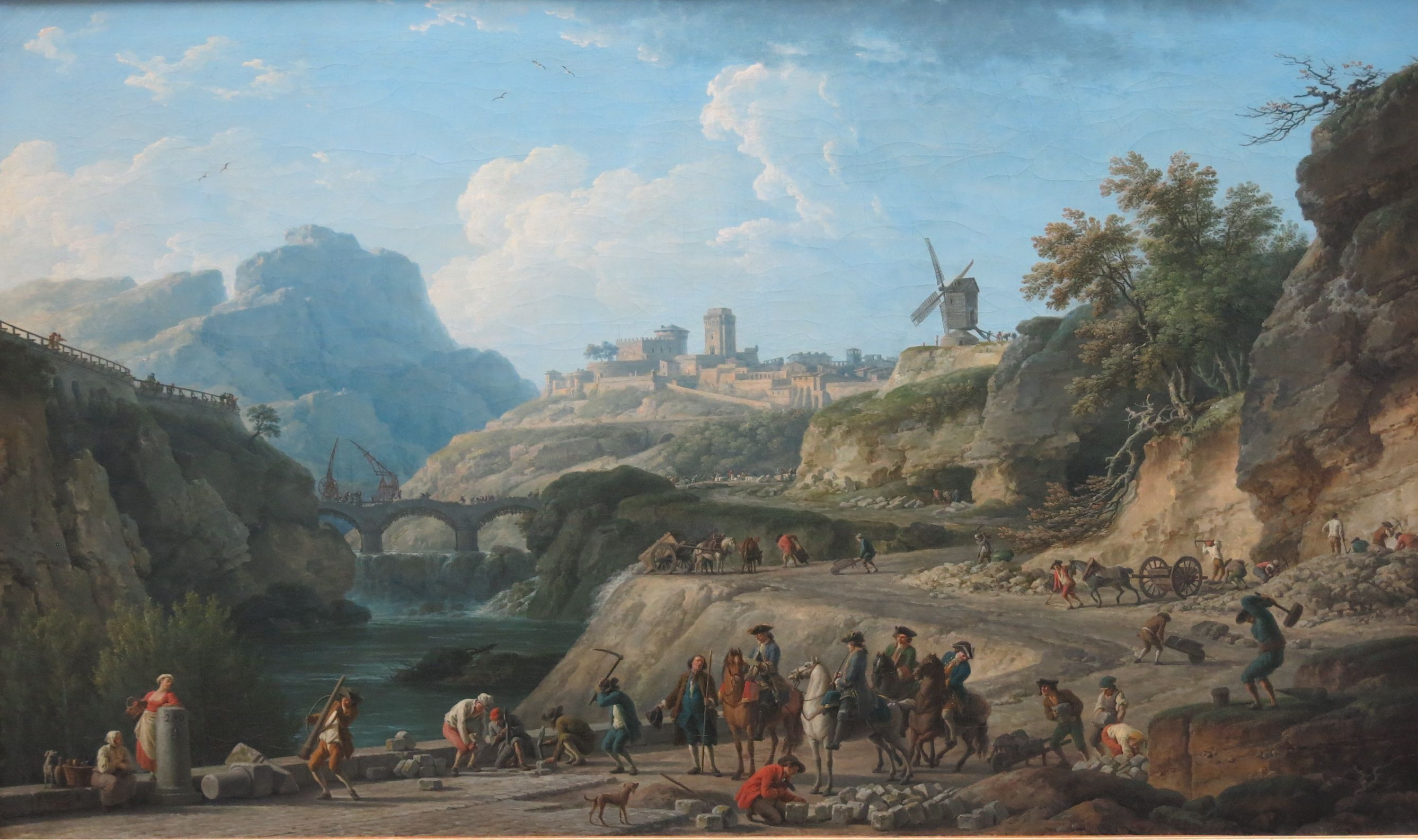
La construction d'un grand chemin - 1774 - Claude-Joseph Vernet - Musée du Louvre

L'expression route royale, désigne, dans le royaume de France du XVIIIe siècle, à partir du règne (1715-1774) de Louis XV, un ensemble de routes d'un type nouveau, financées par l'État, construites par les ingénieurs sortis de l'école des Ponts et Chaussées, créée en 1716, selon des normes préétablies et dans le cadre d'un réseau cohérent conçu à l'échelle du royaume. Il s'agit de répondre aux nouveaux besoins de l'économie en matière de transport, alors que les routes à la fin du règne de Louis XIV sont pour la plupart issues du réseau de voies établies par les Romains après la conquête de la Gaule. 
Le réseau des routes royales établi au XVIIIe siècle remodèle le réseau ancien, souvent délabré, par la rénovation ou la construction de plusieurs milliers de kilomètres de chaussées. Il a pour centre la capitale du royaume, Paris, qu'il relie aux grandes villes (Rouen, Rennes, Toulouse, Lyon, Strasbourg), aux ports (Le Havre, Brest, Nantes, Bordeaux, Bayonne, Marseille) et aux places fortes frontalières (Lille, Metz, etc.).
Ce vaste programme est le fruit d'une politique menée sur plusieurs décennies par l'État, représenté dans les généralité du royaume par les intendants, fonctionnaires dont sont issus plusieurs ministres, notamment Trudaine et Turgot. Il est développé grâce à de nouvelles techniques de construction, utilisant notamment les progrès de la cartographie, et profitant de l'uniformisation des unités de mesure. 
Pour l'entretien des routes après la construction, on recourt au système de la corvée royale, impôt sous forme de travail qui devient effectif sous le règne de Louis XV.

## Contexte

### Les projets de Colbert sous le règne de Louis XIV
Dès le règne de Louis XIV, le ministre Jean-Baptiste Colbert, influencé par la théorie mercantiliste, est convaincu que l'état des routes conditionne la prospérité du royaume. 
Pour favoriser les exportations, il privilégie l'entretien des voies d'accès aux ports et aux frontières du royaume.[réf. nécessaire] Malgré ces premiers efforts, le réseau routier ne s'améliore guère en quelques décennies. 

### Création de l'école des Ponts et Chaussées (1716)
En 1716, Louis XV n'a que six ans, alors que la majorité pour le roi de France est fixée à 13 ans. Le pouvoir est aux mains du régent, le duc Philippe d'Orléans.

## Situation dans les premières décennies du règne de Louis XV

### Un réseau routier délabré
Au début du règne de Louis XV, le réseau routier est dans un état lamentable. Le pénible voyage de Marie Leszczynska de Strasbourg à Paris en 1725 en est la triste illustration.[réf. nécessaire]
Cette situation, qui concerne la quasi-totalité des chemins et routes du royaume, pénalise les communications et l'activité commerciale, notamment le transport des biens agricoles et manufacturés.
En 1730 encore, l'intendant de la généralité de Riom, Daniel-Charles Trudaine (1703-1769), s'adresse à ses subdélégués pour définir les besoins des ponts et chaussées. Le constat est alarmant : beaucoup de chemins sont impraticables pour nombre de voitures, voire pour les chevaux aux époques de fortes pluies. De nombreux ponts menacent de tomber en ruines.

### Le plan Orry (1737)
En 1737, Philibert Orry, contrôleur général des finances, s'adresse aux intendants et ingénieurs des ponts et chaussées. Il propose la généralisation de la corvée royale, impôt en nature sous la forme de journées de travail exécutées par les contribuables pour l'entretien des routes. 

### L'atlas de Trudaine
En préalable aux travaux routiers, Philibert Orry demande aux ingénieurs d'établir une cartographie précise du réseau routier et des abords immédiats, pour définir et optimiser les travaux de modernisation. L'atlas routier est réalisé sous l'égide de deux administrateurs, Daniel-Charles Trudaine, puis rejoint par son fils. Ces plans permettent alors de définir la durée des travaux de corvée et d'établir le coût des aménagements, qui sont ou non validés par le roi. Réparti en 65 volumes, rassemblant 2200 cartes, ce recueil appelé Atlas de Trudaine est aujourd'hui conservé au département des Cartes et Plans des Archives Nationales.
L'Atlas de Trudaine est le premier maillon d'un processus qui aboutit à la restauration et à la mutation du réseau routier sous le règne de Louis XV.

## Le réseau routier royal

### Normes de construction
Les nouvelles routes sont délimitées par des fossés et souvent par des arbres. Elles sont légèrement bombées pour que l'eau s'écoule facilement par les fossés. 
Pour raccourcir les trajets, les ingénieurs tracent des routes idéalement rectilignes entre deux clochers d'églises. La plupart des routes sont empierrées, ou si le sol est suffisamment dense, la voie reste sans revêtement. Le pavement est limité aux ponts et à la traversée des villes.
Des bornes miliaires, en grès, numérotées et ornées de fleur de lys, sont implantées toutes les 1 000 toises (1 949 mètres).

### Un réseau hiérarchisé de la «grande route» au «chemin de traverse»
Le réseau routier français du XVIIIe siècle est une étoile dont le centre est Paris :
- La grande route dessert depuis Paris, les villes, ports de mer et frontières du royaume. Sa largeur doit être de 60 pieds, soit près de 20 mètres de large. Il en existe 62 en 1750.
- La route depuis Paris dessert les villes capitales de Province. Sa largeur est également de 60 pieds[3]. Il en existe 145.
- De largeur inférieure, on distingue ensuite le grand chemin (48 pieds, soit 15,5 m), du chemin royal (36 pieds, soit 11,6 m). Toutes deux permettent la présence d'une poste ou d'une messagerie.
- Le plus étroit est le chemin de traverse (30 pieds, soit 9,7 m), qui ne permet pas le passage de voitures publiques.

Le total des routes et chemins identifiés en 1750 est de 480.

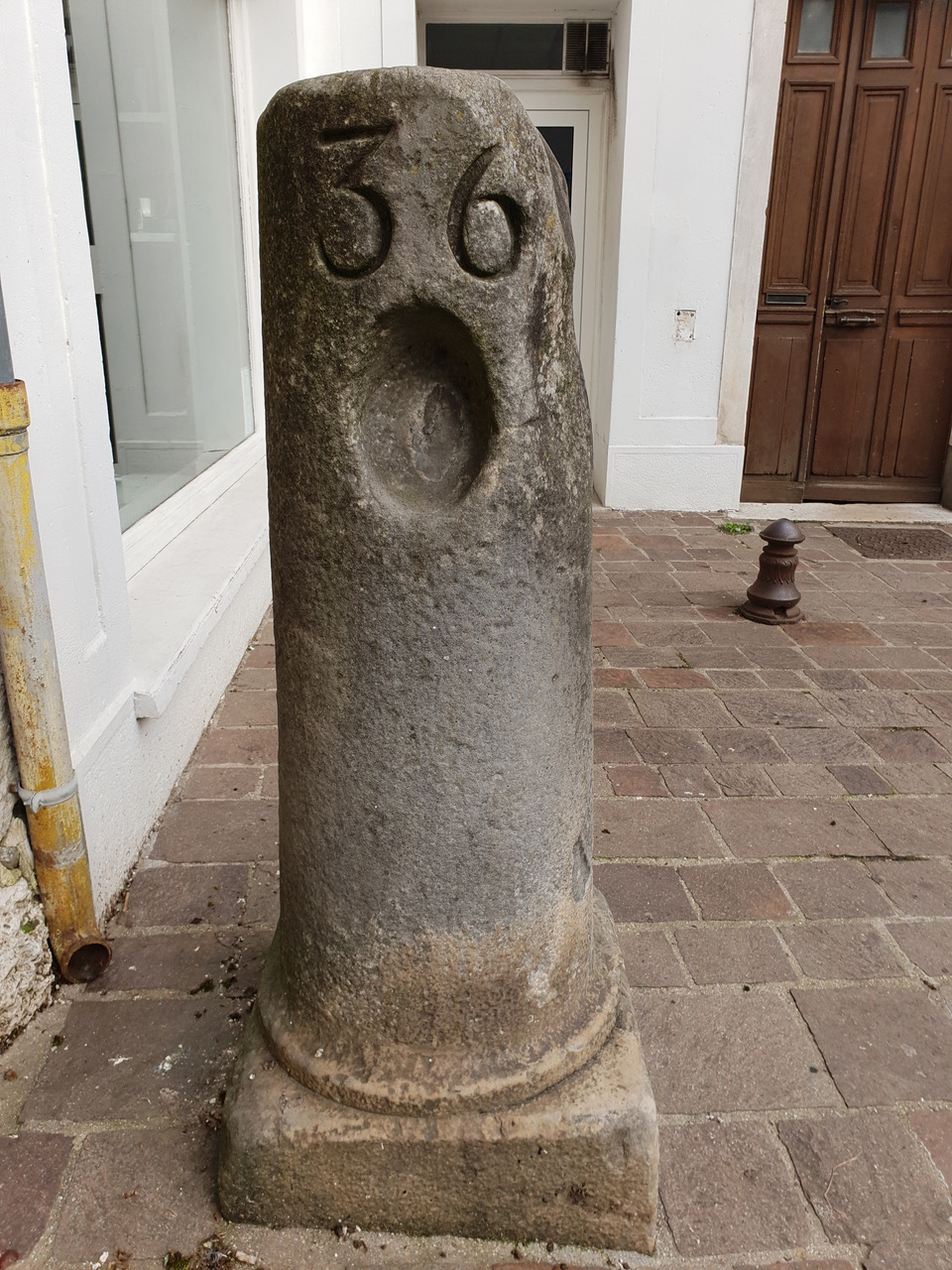
Borne miliaire de route royale - Moret-sur-Loing. La fleur de lys a été martelée à la Révolution

## Bilan

### Le réseau routier français en 1789 (liste de routes)
- Route royale de Paris au Mans[5]

### Progrès des transports
En 1780, les voitures transportant des voyageurs roulent deux fois plus vite sur les grandes routes royales que dans les années antérieures à leur aménagement.

## Changements de dénomination à partir de la Révolution française
Les routes françaises vont changer de dénomination du fait des changements de régime politique de 1789 à 1871 :
La dénomination « route royale » reste cependant en vigueur durant la période de la monarchie constitutionnelle (juillet 1789-10 août 1792). Les changements commencent avec l'avènement de la République (20 septembre 1792).
- Routes ? de 1792 à 1811 (Première République, Consulat et début du Premier Empire)
- Routes impériales de 1811[pas clair][6] à 1814 (fin du Premier Empire)
- Routes royales de 1814 à 1815 (première Restauration)
- Routes ? de mars à juin 1815 (Cent-Jours)
- Routes royales de 1815 à 1848 (Restauration et monarchie de Juillet)
- Routes nationales de 1848 à 1851 (Deuxième République)
- Routes impériales de 1851 à 1870 (Second Empire)
- Routes nationales à partir de 1870 (Troisième République, régime de Vichy, Quatrième et Cinquième Républiques).